# Bo Sångberg
Bo Rickard Sångberg, född 18 april 1907 i Sundsvall, död 9 februari 1997 i Tänndalen, var en svensk målare.
Han var son till bankdirektören Carl Rickard Sångberg och Elisabeth Söderqvist och gift första gången 1938 med Maja-Lisa Bergström och andra gången från 1949 med Britt Gunni Edin. Sångberg arbetade fram till 1942 som tjänsteman inom trävaruindustrin. Han studerade vid Otte Skölds målarskola i Stockholm 1941–1943 och vid Valands målarskola i Göteborg 1944–1945 samt med självstudier under resor till Spanien, Aden och Mauritius på 1950-talet. Han medverkade i utställningen Bohuslän visar i Uddevalla 1954 och Ödsmålsgruppens utställningar i Stenungsund. Hans konst består av porträtt, figurscener och landskapsskildringar från Mauritius, Norrland och Bohuslän. Sångberg är representerad vid Hälsinglands museum i Hudiksvall. 